# الجنس اللطيف (فلم)
الجنس اللطيف هو فيلم مصري تم إنتاجه عام 1945، إخراج أحمد كامل مرسي و بطولة محمد أمين و مديحة يسري.

## فريق العمل
إخراج: أحمد كامل مرسي
تأليف:
- أبو السعود الإبياري
- نيازي مصطفى

إنتاج: أفلام إبراهيم وردة
بطولة:
- محمد أمين
- مديحة يسري
- سامية جمال
- إلهام حسين
- عباس فارس
- بشارة واكيم
- جمالات زايد
- عبد السلام النابلسي
- ماري منيب
- حسن البارودي
- محمد توفيق
- عبد الفتاح القصري
- سعيد أبو بكر

## روابط خارجية
- مقالات تستعمل روابط فنية بلا صلة مع ويكي بيانات